# Ella Bucio
Pour les articles homonymes, voir Bucio.
 (juillet 2024).
La mise en forme du texte ne suit pas les recommandations de Wikipédia : il faut le « wikifier ».
Les points d'amélioration suivants sont les cas les plus fréquents. Le détail des points à revoir est peut-être précisé sur la page de discussion.
- Les titres sont pré-formatés par le logiciel. Ils ne sont ni en capitales, ni en gras.
- Le texte ne doit pas être écrit en capitales (les noms de famille non plus), ni en gras, ni en italique, ni en « petit »…
- Le gras n'est utilisé que pour surligner le titre de l'article dans l'introduction, une seule fois.
- L'italique est rarement utilisé : mots en langue étrangère, titres d'œuvres, noms de bateaux, etc.
- Les citations ne sont pas en italique mais en corps de texte normal. Elles sont entourées par des guillemets français : « et ».
- Les listes à puces sont à éviter, des paragraphes rédigés étant largement préférés. Les tableaux sont à réserver à la présentation de données structurées (résultats, etc.).
- Les appels de note de bas de page (petits chiffres en exposant, introduits par l'outil «  Source ») sont à placer entre la fin de phrase et le point final[comme ça].
- Les liens internes (vers d'autres articles de Wikipédia) sont à choisir avec parcimonie. Créez des liens vers des articles approfondissant le sujet. Les termes génériques sans rapport avec le sujet sont à éviter, ainsi que les répétitions de liens vers un même terme.
- Les liens externes sont à placer uniquement dans une section « Liens externes », à la fin de l'article. Ces liens sont à choisir avec parcimonie suivant les règles définies. Si un lien sert de source à l'article, son insertion dans le texte est à faire par les notes de bas de page.
- La présentation des références doit suivre les conventions bibliographiques. Il est recommandé d'utiliser les modèles {{Ouvrage}}, {{Chapitre}}, {{Article}}, {{Lien web}} et/ou {{Bibliographie}}. Le mode d'édition visuel peut mettre en forme automatiquement les références.
- Insérer une infobox (cadre d'informations à droite) n'est pas obligatoire pour parachever la mise en page.

Pour une aide détaillée, merci de consulter Aide:Wikification.
Si vous pensez que ces points ont été résolus, vous pouvez retirer ce bandeau et améliorer la mise en forme d'un autre article.
Ella Bucio Dovali, née à Mexico le 20 août 1997, est une sportive mexicaine, spécialisée en parkour.
En 2020, elle obtient la première place de la compétition virtuelle freestyle de la FISE World Montpellier.
En 2022, elle gagne l'or dans la coupe mondiale de parkour de Montpellier dans la catégorie de style libre, et a aussi obtenu l'or de freestyle dans la coupe mondiale de parkour de Sofia, en Bulgarie, ce qui la rend bichampionne mondiale de freestyle de parkour,,,.
Elle se proclame championne du monde dans l'épreuve de « style Libre », dans l'édition 2022 à Tokyo au Japon.
En 2023, en France, elle remporte la médaille d'or dans la Coupe mondiale de parkour de Montpellier 2023 de la Fédération internationale de gymnastique.

## Trajectoire sportive
Pendant son enfance et adolescence, Ella Bucio pratique la gymnastique artistique de haute performance, ce qui l'a aidée à être remarquée en parkour grâce aux acrobaties, déplacements et sauts qui se réalisent.
Comme gymnaste, elle a fait partie du Centre National de Développement de Talents Sportifs et elle a participé aux Jeux olympiques Nationaux.
En septembre, elle gagne la première place de la compétition freestyle de FISE World Montpellier, avalisée par la Fédération internationale de gymnastique, dans laquelle ont participé 48 concurrents de différents pays.

Cette discipline est naissante au Mexique, selon les mots de Bucio : 

« Au Mexique il n'y avait pas de femmes dans le parkour, nous étions peu nombreux et nous concourions contre les hommes. Les catégories commencent à peine à s'ouvrir et le niveau a commencé à monter »

Selon le magazine Chilango, le Mexique est dans le top 10 mondial grâce à des célébrités comme Raquel Becker, Kiara Guerrero, Daer Sánchez, Jona Herrera et Ella Bucio.
Elle a fait partie de la troisième édition du festival Temps des Femmes, organisé par le Secrétariat de Culture de la Ville de Mexico, dans le programme « Callejeras arteurbano », une exhibition de parkour, rap, breakdance et graffiti, enregistrée à Chapultepec,,.
Un autre sport qu'elle pratique est le tir à l'arc.
Comme gymnaste, elle a fait partie du Centre National de Développement de Talents Sportifs et elle a participé dans les Jeux olympiques Nationaux.
On souligne que dans plusieurs occasions, les médias ont diffusé l'information erronée disant qu'Ella a été étudiante de l'École de Cirque de Bruxelles, ce qu'elle a démenti plusieurs fois dans ses réseaux sociaux et dans des entretiens pour des journaux aussi bien que La Jornada, qui n'ont pas corrigé l'erreur.

## Palmarès international
| Championnat Mondial | Championnat Mondial  | Championnat Mondial  | Championnat Mondial |
| An                  | Lieu                 | Médaille             | Épreuve             |
| ------------------- | -------------------- | -------------------- | ------------------- |
| 2022                | Tokyo (Japon)        | Médaille d'or, monde | Style libre         |
| 2023                | Montpellier (France) | Médaille d'or        | Style libre         |

## Autres activités
Ella Bucio a aussi travaillé dans des reality shows et des séries Netflix comme La Casa de las Flores.
Elle est aussi influenceuse sur Instagram, où elle collabore avec des marques de vêtements sportifs, pour qui elle est aussi mannequin.